# ماهارات
ماهارات هو مصطلح للقائدة النسائية في اليهودية. تختلف كلمة ماهارات عن الاسم المختصر العبري لكلمة manhiga hilkhatit rukhanit Toranit (بالعبرية: מנהיגה הלכתית רוחנית תורנית) والذي يدل على أن الأنثى «زعيمة روحانية في الشريعة اليهودية والتوراة». يُمنح لقب «ماهارات»، على يد لرجال الدين، إلى خريجي برنامج مدته 4 سنوات يتألف من دراسات عميقة عن القانون اليهودي، والتلمود، والتوراة، والفكر اليهودي، والقيادة، والمشورة الرعوية.

## التاريخ
منح الحاخام آفي فايس لقب ماهارات إلى سارة هرويتز في عام 2009. تعتبر سارة أول امرأة تحصل على ذلك اللقب. أسس فايس في نفس العام مدرسة يهودية أرثوذكسية للنساء للحصول على لقب ماهارات،Yeshivat Maharat حيث عملت هورويتز كعميدة. وبحلول عام 2014، تم ترسيم 5 نساء بعد تخرجهن من هذه المدرسة. مُنح لقب الماهارات لأوروبا للمرة الأولى في عام 2015؛ حيث حصلت عليه ميريام غونكارسكا من بولندا.
يوجد جدل مستمر في العالم اليهودي الأرثوذكسي حول ما إذا كان من الممكن تسمية النساء بالحاخامات. تلقت سارة هورويتز لقب الحاخام؛ حيث خلق هذا احتجاجات قوية من الحاخامات الأرثوذكس، لذلك تم قبول أنها ستطلق عليها اسم رابّا (النسخة الأنثوية من الحاخام)، بينما يمكن لجميع أتباعها أن يحصلوا فقط على لقب ماهارات. ومع ذلك، تم ترسيم يافا إيبشتاين كـرابّا في عام 2015 بواسطة ييشيفات ماهارات، التي أسسها ويس في نيويورك. تم تعيين ليلى كيدجان أيضًا في عام 2015 كرابّا من قبل نفس المنظمة، مما جعلها أول خريج لها يحصل على لقب حاخام.
أصدر مجلس الحاخامية الأمريكية في عام 2015 قرارًا ينص على أن "أعضاء المنظمة ذوي المناصب في المؤسسات الأرثوذكسية قد لا يُصدّقون على تنصيب النساء في الحاخامات الأرثوذكسية، بغض النظر عن اللقب المستخدم؛ بالإضافة إلى عدم توظيف أو التصديق على توظيف امرأة في منصب رباني في مؤسسة أرثوذكسية؛ أو السماح باستخدام لقب يرمز إلى الحاخامية من قبل المعلم ليمودي كودش في مؤسسة أرثوذكسية. شجبت حركة أجوداث إسرائيل في أمريكا أيضًا في عام 2015 تلك النرعة النسوية. وذهب إلى أبعد من ذلك، معلنةً أن كيانات مثل يشيفات ماهارات، ومنظمة الأرثوذكسية المنفتحة، ويشيفات تشوفي توراه، وكيانات أخرى تابعة لها تشبه الحركات المنشقة الأخرى عبر التاريخ اليهودي في رفضها للمبادئ الأساسية لليهودية.
حاول آفي فايس باستمرار الدفاع عن حق رجال الدين في استخدام عنوان الحاخام. استقال ويس من المجلس الحاخامي الأمريكي احتجاجًا على أولئك الذين ينكرون هذا الحق على النساء.

## روابط خارجية
- The Maharat Movement
- Yeshivat Maharat: Four Year Program
- A book review by Rabbi Twersky that deals with advanced study of Torah in relation to Orthodox Jewish women
- "From rebbetzin to maharat"